# BACH1
BACH1‏ (BTB domain and CNC homolog 1) هوَ بروتين يُشَفر بواسطة جين BACH1 في الإنسان.